# Liste der Kulturdenkmäler in Niederhorbach
In der Liste der Kulturdenkmäler in Niederhorbach sind alle Kulturdenkmäler der rheinland-pfälzischen Ortsgemeinde Niederhorbach aufgeführt. Grundlage ist die Denkmalliste des Landes Rheinland-Pfalz (Stand: 14. August 2023).

## Einzeldenkmäler
| Bezeichnung            | Lage                                      | Baujahr                                       | Beschreibung                                                                                            | Bild                           |
| ---------------------- | ----------------------------------------- | --------------------------------------------- | --- | ------------------------------ |
| Hofanlage              | Hauptstraße 28 Lage                       | 17. oder Anfang des 18. Jahrhunderts          | Hofanlage; barockes Fachwerkhaus, teilweise massiv, 17. oder Anfang des 18. Jahrhunderts                | weitere Bilder Fotos hochladen |
| Schulhaus              | Hauptstraße 38 Lage                       | erste Hälfte des 19. Jahrhunderts             | ehemalige Schule; klassizistischer Krüppelwalmdachbau, erste Hälfte des 19. Jahrhunderts                | weitere Bilder Fotos hochladen |
| Protestantische Kirche | Hauptstraße 39½ Lage                      | 1484                                          | spätgotischer Saalbau, bezeichnet 1484, barocker Dachreiter bezeichnet 1727, Westportal bezeichnet 1817 | weitere Bilder Fotos hochladen |
| Hofanlage              | Hauptstraße 47 Lage                       | zweite Hälfte des 18. Jahrhunderts            | Hakenhof; barockes Fachwerkhaus, teilweise massiv, Walmdach, zweite Hälfte des 18. Jahrhunderts         | weitere Bilder Fotos hochladen |
| Hofanlage              | Hauptstraße 52 Lage                       | 1764                                          | Vierseithof; barockes Fachwerkhaus, teilweise massiv, Walmdach, bezeichnet 1764                         | weitere Bilder Fotos hochladen |
| Wohnhaus               | Hauptstraße 60 Lage                       | 18. Jahrhundert                               | barockes Fachwerkhaus, 18. Jahrhundert                                                                  | weitere Bilder Fotos hochladen |
| Torbogen               | Hauptstraße, an Nr. 67 Lage               | 1614                                          | Torbogen, bezeichnet 1614 (Bild)                                                                        | weitere Bilder Fotos hochladen |
| Wohnhaus               | Hauptstraße 72 Lage                       | Ende des 18. oder Anfang des 19. Jahrhunderts | Fachwerkhaus, Ende des 18. oder Anfang des 19. Jahrhunderts                                             | weitere Bilder Fotos hochladen |
| Hofanlage              | Hauptstraße 76 Lage                       | 18. oder Anfang des 19. Jahrhunderts          | Hofanlage; Fachwerkhaus, 18. oder Anfang des 19. Jahrhunderts                                           | weitere Bilder Fotos hochladen |
| Gemeindehaus           | Landauer Straße 81 Lage                   | 1920er Jahre                                  | Krüppelwalmdachbau, Heimatschutzstil, neuklassizistischer Einfluss, 1920er Jahre                        | weitere Bilder Fotos hochladen |
| Grabmal                | nördlich des Ortes, auf dem Friedhof Lage | um 1865                                       | Grabmal J. Klein, neugotische Stele, um 1865                                                            | weitere Bilder Fotos hochladen |